# Joachim Walder
Joachim Walder (ur. 20 kwietnia 1956 w Nirkan) – indyjski duchowny rzymskokatolicki, biskup pomocniczy Aizawl od 2023.

## Życiorys

### Prezbiterat
Święcenia kapłańskie otrzymał 26 kwietnia 1986 i został inkardynowany do diecezji Aizawl. Pracował głównie jako duszpasterz parafialny oraz jako dyrektor katolickich szkół. W 2018 mianowany wikariuszem biskupim dla rejonu Barak Valley.

### Episkopat
30 marca 2023 papież Franciszek mianował go biskupem pomocniczym diecezji Aizawl nadając mu stolicę tytularną Legia.
Sakry biskupiej udzielił mu 28 maja 2023 biskup Stephen Rotluanga.